# Mormon Trail

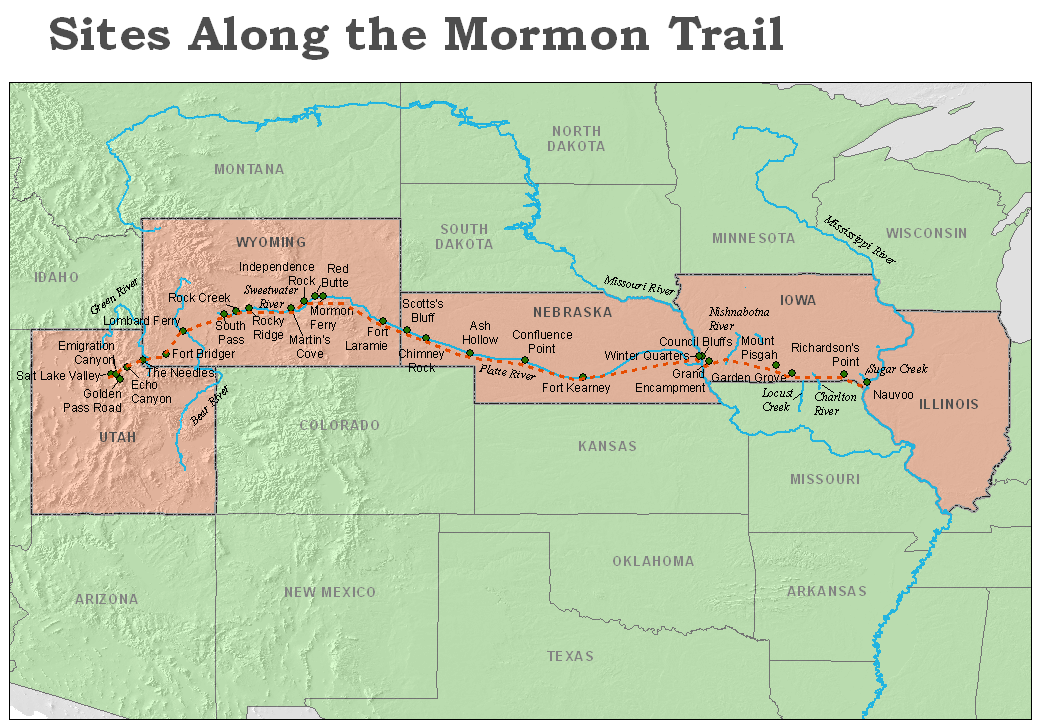
O percurso do Mormon Trail, trajeto seguido pelos Pioneiros Mórmones.

Mapa que mostra o êxodo para oeste da Igreja de Jesus Cristo dos Santos dos Últimos Dias entre 1846 e 1869. São mostradas porções do itinerário seguido pelo Batalhão mórmon e o percurso pelo Mormon Trail seguido por outros.
- Azul = Mormon Trail
- Bolas vermelhas = Principais assentamentos da Igreja de Jesus Cristo dos Santos dos Últimos Dias
- Bolas azuis = outras localidades

O Mormon Trail (Trilho dos Mórmons, Rota dos Mórmons, Caminho dos Mórmons) ou Mormon Pioneer Trail (Rota/percurso/trilho dos Pioneiros Mórmons) é um itinerário de 1300 milhas (2092 km) que os membros da Igreja de Jesus Cristo dos Santos dos Últimos Dias percorreram entre 1846 e 1868. Hoje o Mormon Trail faz parte do National Trails System dos Estados Unidos e do Mormon Pioneer National Historic Trail.
O Mormon Trail estende-se de Nauvoo (Illinois), que era o principal assentamento dos membros da IJSUD entre 1839 e 1846, até Salt Lake City (Utah), que foi colonizada por Brigham Young e seus seguidores a partir de 1847. De Council Bluffs (Iowa) a Fort Bridger (Wyoming, o percurso seguia principalmente a mesma estrada do Oregon Trail e do California Trail; estes percursos são hoje chamados Emigrant Trail.
O movimento dos Pioneiros Mórmones iniciou-se em 1846 quando, face a conflitos com os vizinhos, Young decide abandonar Nauvoo e estabelecer uma nova casa para a IJSUD na Great Basin (a Grande Bacia). Nesse ano os seguidores de Young, cerca de 14000 pessoas, atravessaram o Iowa. Ao longo do caminho, alguns foram ficando para estabelecer assentamentos e cultivar os campos para os sucessivos imigrantes. Durante o inverno de 1846–47, os imigrantes estiveram no Iowa, nos estados adjacentes e no território não organizado que se tornaria o Nebraska (Território do Nebraska), com o maior grupo a habitar os Winter Quarters no Nebraska. Na primavera de 1847, Young foi com um grupo avançado para o Salt Lake Valley, que na época era situado além dos limites dos Estados Unidos e que seria sucedido pelo atual estado do Utah. Durante os primeiros anos, os imigrantes eram principalmente procedentes de Nauvoo, que seguiram Young para o Utah. Depois, os imigrantes incluíam também convertidos das Ilhas Britânicas e de vários sítios da Europa.
O percurso foi usado durante mais de 20 anos, até ao termo da construção do First Transcontinental Railroad em 1869. Entre vários, encontravam-se neste caminho os Pioneiros Mórmones de carroça de mão no período 1856–1860. Dois destes grupos que traziam os seus bens em carroças puxadas à mão, guiados por James G. Willie e Edward Martin, foram vitimados por tempestades de neve no atual estado do Wyoming.

## Percurso

### Illinois
- Nauvoo

### Iowa
- Sugar Creek (7 milhas (11 km) a oeste de Nauvoo).[3]
- Richardson's Point (35 milhas (56 km) a oeste).[4]
- Cruzamento do Rio Chariton (80 milhas (129 km) a oeste).[5]
- Locust Creek (103 milhas (166 km) a oeste).[6]
- Garden Grove (128 milhas (206 km) a oeste)[7]
- Mount Pisgah (153 milhas (246 km) a oeste)[8]
- Cruzamento do Rio Nishnabotna (232 milhas (373 km) a oeste).[9]
- Grand Encampment (255 milhas (410 km) a oeste).[10]
- Kanesville (depois Council Bluffs) (265 milhas (426 km) a oeste).[11]

### Nebraska
- Winter Quarters (266 milhas (428 km) a oeste)[12]
- Elkhorn River (293 milhas (472 km) a oeste)
- Platte River (305 milhas (491 km) a oeste)[13]
- Loup Fork (352 milhas (566 km) a oeste)[14]
- Fort Kearny (469 milhas (755 km) a oeste)[15]
- Confluence Point (563 milhas (906 km) a oeste)[16]
- Ash Hollow (646 milhas (1 040 km) a oeste)[17]
- Chimney Rock (718 milhas (1 156 km) a oeste)[18]
- Scotts Bluff (738 milhas (1 188 km) a oeste)[19]

### Wyoming
- Fort Laramie (788 milhas (1 268 km) a oeste)[20]

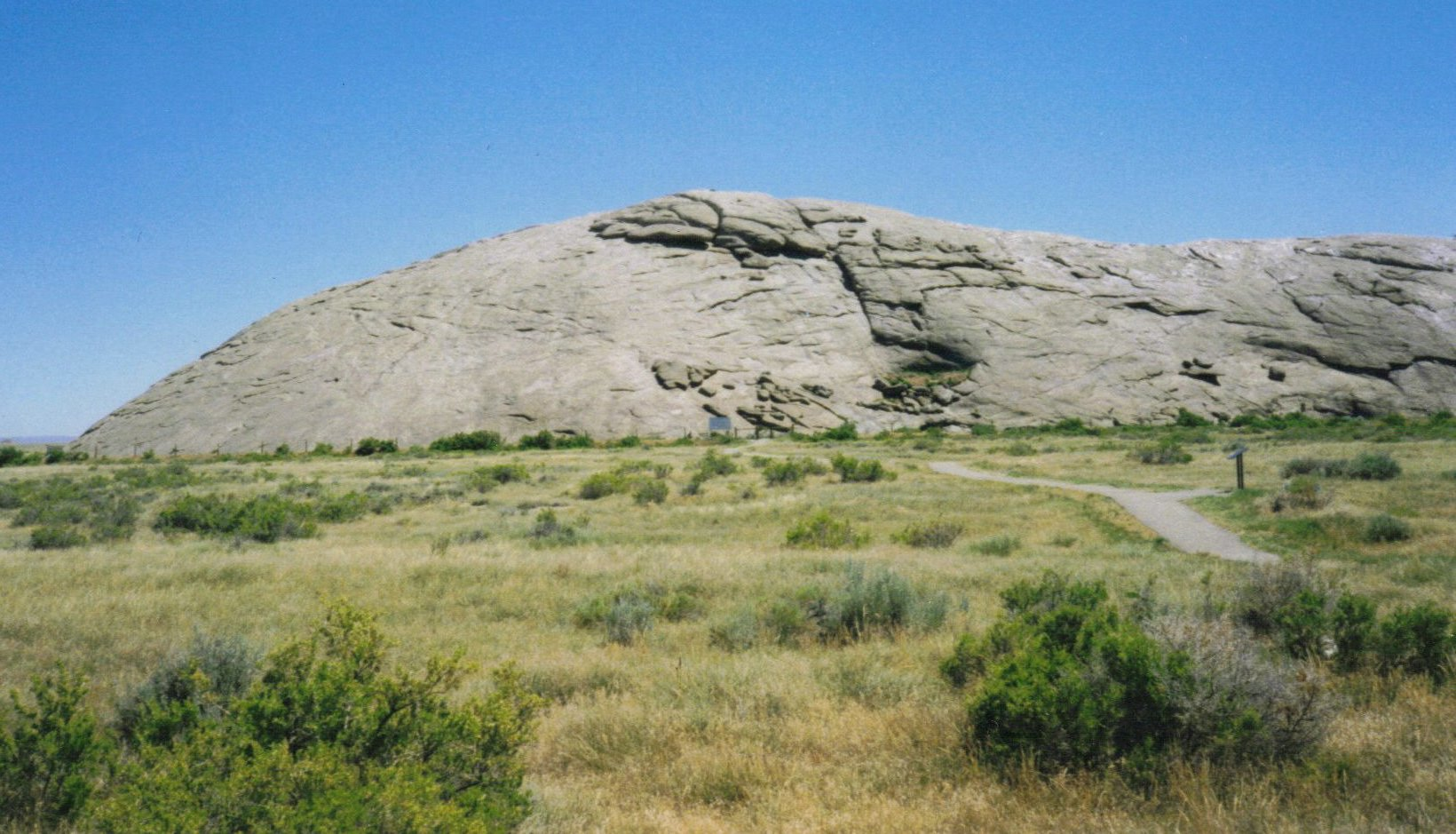
Independence Rock, local emblemático do Mormon Trail.

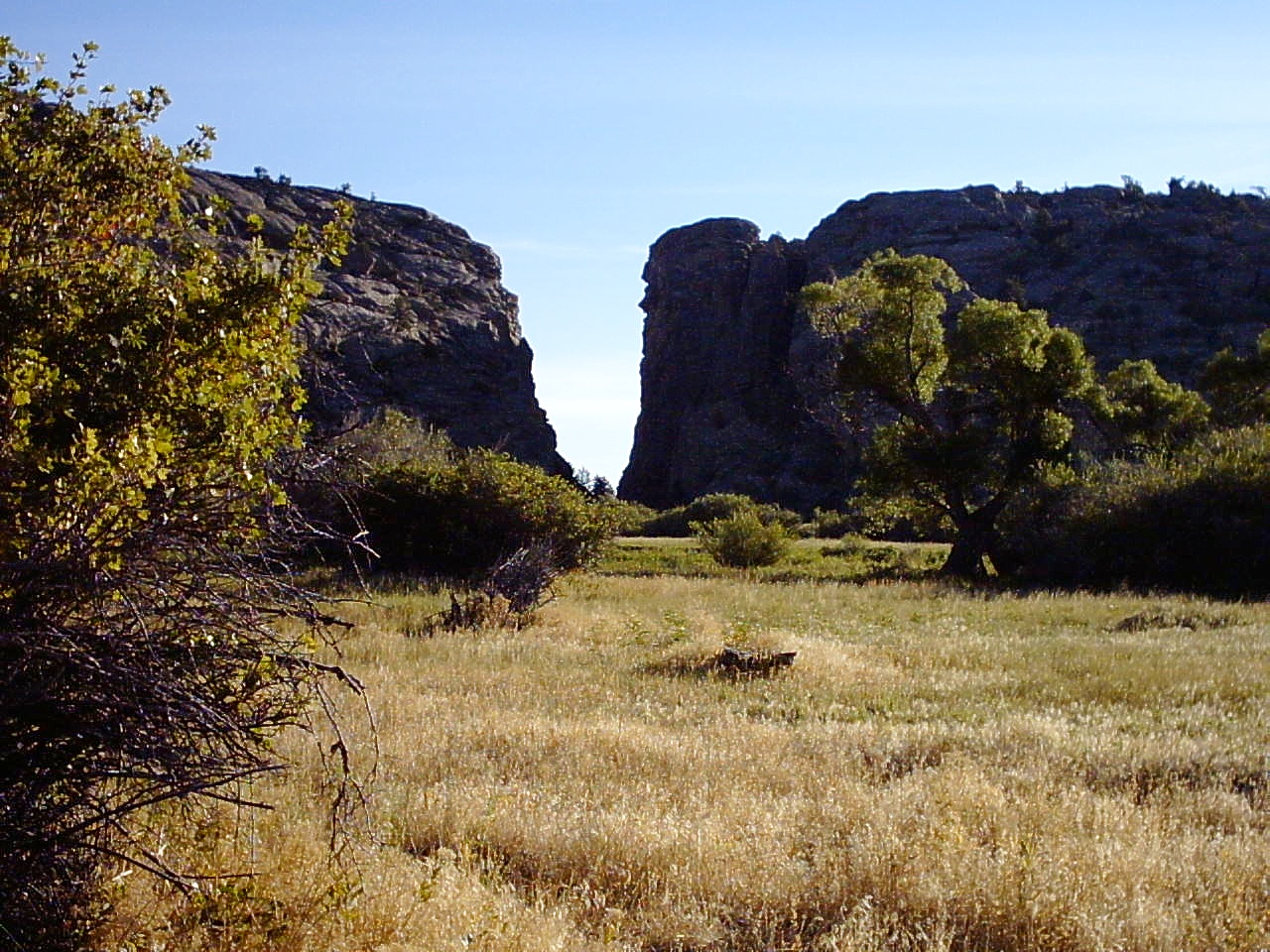
Devil's Gate, desfiladeiro no rio Sweetwater.

- Upper Platte/Mormon Ferry (914 milhas (1 471 km) a oeste)[21]
- Red Butte (940 milhas (1 513 km) a oeste)[22]
- Sweetwater River (964 milhas (1 551 km) a oeste)[23][24]
- Independence Rock (965 milhas (1 553 km) a oeste)[25]
- Devil's Gate (970 milhas (1 561 km) a oeste)[26][27]
- Martin's Cove (993 milhas (1 598 km) a oeste)[28]
- Rocky Ridge (1 038 milhas (1 670 km) a oeste)[29]
- Rock Creek (1 048 milhas (1 687 km) a oeste)[30]

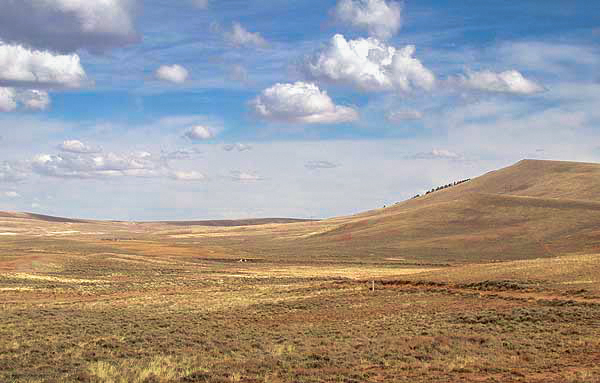
South Pass

- South Pass (Continental Divide) (1 065 milhas (1 714 km) a oeste)[31]
- Green River/Lombard Ferry (1 128 milhas (1 815 km) a oeste)[32]
- Ft. Bridger (1 183 milhas (1 904 km) a oeste)[33]
- Bear River Crossing (1 216 milhas (1 957 km) a oeste)[34]
- The Needles (1 236 milhas (1 989 km) a oeste)[35]

### Utah
- Echo Canyon (1 246 milhas (2 005 km) a oeste)[36]
- Big Mountain (1 279 milhas (2 058 km) a oeste).[37]
- Golden Pass Road (1 281 milhas (2 062 km) a oeste).[38]

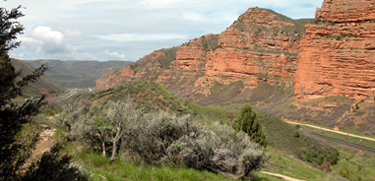
Echo Canyon

- Emigration Canyon (Donner Hill) (1 283 milhas (2 065 km) a oeste).[39]
- Salt Lake Valley (1 297 milhas (2 087 km) a oeste).[40][41]